# Vagabondage
 (octobre 2018).

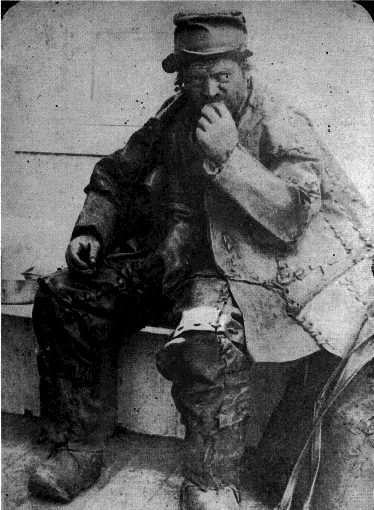
Leatherman (« L'homme de cuir »), un vagabond du XIXe siècle qui voyageait entre le fleuve du Connecticut et celui du Hudson dans la seconde moitié du XIXe siècle.

Le vagabondage désigne communément le style de vie de celui qui vit de manière permanente sans adresse et sans emploi fixe, volontairement ou non, le « sans feu, ni lieu », errant de ville en ville, à la différence du mendiant qui se fixe sur un territoire. Les passeports ont souvent été des moyens de répression à l'égard du vagabondage et autres sans-papiers ou « gens sans aveu ». Juridiquement, le vagabond était souvent celui qui était inconnu à l'endroit où il se trouvait, qui ne possédait aucun passeport ou autre certificat d'identité ou de bonnes mœurs, et ne pouvait se faire « avouer » (reconnaître) par quelqu'un (curé d'une autre paroisse, etc.). Le vagabondage était alors lourdement réprimé ; le délit de vagabondage n'a disparu du droit français qu'en 1992.
Le terme « vagabond » peut être utilisé, au sens péjoratif, pour représenter un sans-abri. Il peut aussi désigner celui qui part à l'aventure pour vivre une expérience de vie différente du mode de vie sédentaire ; c'est pourquoi on dit qu'ils vivent de manière désordonnée, du moins en apparence. On parlait aussi de pérégrin dans l'ancienne Rome, puis de chemineau dans l'Ancien Régime et on les dit aujourd'hui routard.
Des vagabonds célèbres ont existé, par exemple Gandhi, Nietzsche, Lanza del Vasto, et d'innombrables philosophes-vagabonds. Le vagabond est celui qui décide de vivre pour une durée indéfinie sans attache, dans un but spirituel (voir Les Clochards célestes de Kérouac), social ou sous une contrainte matérielle. Au sortir de leur période vagabonde, certains d'entre eux ont produit de nombreuses œuvres littéraires ou artistiques.
La fable de Jean de La Fontaine Le Loup et Le Chien, illustre bien une situation où un vagabond l'est par choix.

## Histoire

### Le début de l'ère chrétienne: les moines gyrovagues
Au début de la chrétienté, il existait des moines vagabonds appelés gyrovagues. La règle de saint Benoît visait à restreindre leur activité.

### Le vagabondage au Moyen Âge
La distinction entre le « mendiant valide », le « pauvre honteux » et les « oyseux » qui vivaient d'aumônes (« ceux qui n'ont même pas honte de mendier », selon saint Augustin) pose un problème aux autorités gestionnaires des villes au Moyen Âge. L'ordonnance prise en France en 1351 par Jean II le Bon précise ainsi que « Ceux qui voudraient y donner l'aumône n'en donnent à nul gens sain de corps et de membre qui puisse besogne faire dont ils puissent gagner leur vie, mais les donnent à gens contrefaiz, aveugles, impotents et autres misérables personnes. » En Angleterre, à la même époque, l'ordonnance de Richard II de 1388 assimile tout mendiant valide – « every person that goeth to begging and is able to serve or labor » – aux vagabonds, qui relèvent de mesures de police, et les distingue des invalides – « impotent beggars » – qui peuvent exercer leur activité sur place, si les habitants les tolèrent. Cette même distinction se répète à travers la longue série des condamnations du vagabondage et de la mendicité par les Valois et dans les premières « poor laws » anglaises du XVIe siècle.
Au Moyen Âge, l'image du gueux en haillons avec besace et bâton ferré parcourant la campagne pour mendier doit être nuancée : ces personnes sont le plus souvent à la recherche du travail ou fuient des épidémies. Les discours et contes de fées qui sanctifent ces pauvres évoluent progressivement à la fin de la période médiévale, se doublant d'une représentation de « mauvais pauvres » simulant et pervertissant la charité.
Les vagabonds sont criminalisés en France à partir du XIVe siècle, en particulier sous le règne de Jean II le Bon. Les mesures réprimant le vagabondage sont systématisés par le Parlement de Paris en 1473 ; une hiérarchie de peines allant de la marque au fer rouge jusqu'au bannissement est établie.

### Le vagabondage sous l'Ancien Régime

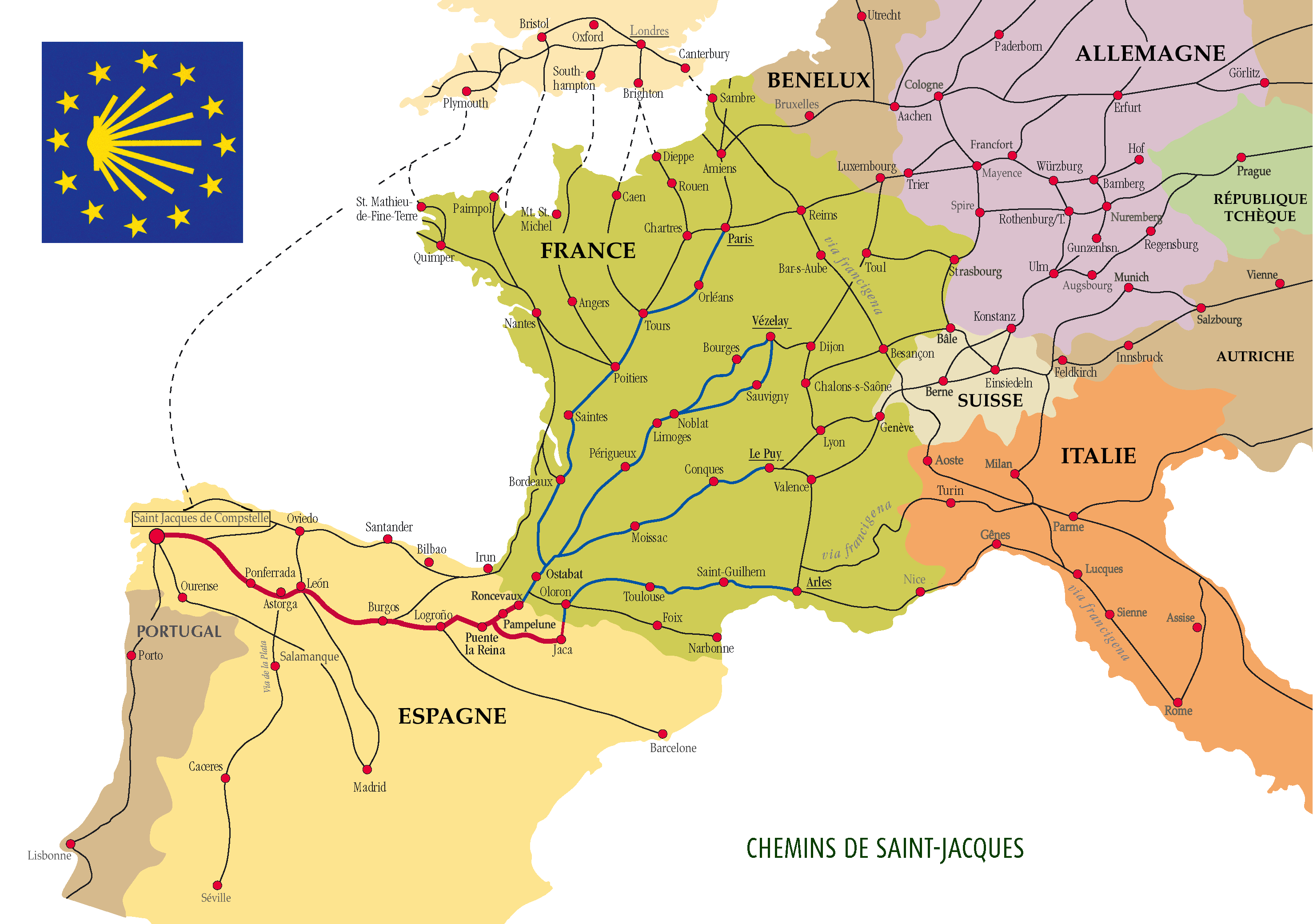
Chemins de pèlerinage médiévaux vers Saint-Jacques-de-Compostelle. Les pèlerins devaient se munir de certificats d'identité s'ils voulaient éviter d'être considérés comme des « vagabonds ».

En Angleterre, en 1547, une loi peu appliquée autorise à marquer au fer rouge les vagabonds et à les asservir pendant deux ans.
Sous l'Ancien Régime, la progression de la pauvreté accroît la mendicité et le vagabondage, notamment dans les grandes villes. En 1526, le philosophe Jean Louis Vivès estime dans son traité De subventione pauperum que la charité encourage les pauvres à ne pas chercher de travail. Il est le premier à proposer l'intervention de l'État pour mettre au travail les inactifs. Au XVIe siècle, le pouvoir royal décide de prendre en charge par l'État la gestion de la pauvreté. L'idée de regrouper les indigents dans des ateliers de charité ou des maisons du travail est reprise sous le règne de Louis XIV, et plus encore au XVIIIe siècle, notamment à l'initiative de Turgot. Le vagabond est à cette époque appelé chemineau, trimard ou trimardeur.
Parallèlement au cours du XVIIe siècle, le pouvoir royal veut régler le problème du vagabondage en menant une politique d'enfermement systématique dans les hôpitaux généraux. Cette politique d'internement forcé des pauvres a affecté l'ensemble des États européens.
En Angleterre, dès 1575, un acte d'Elisabeth Ire institue des établissements visant « la punition des vagabonds et le soulagement des pauvres ». Les Houses of Correction qui auraient dû être présentes dans chaque comté vont laisser la place aux workhouses qui, dans la seconde moitié du XVIIIe siècle trouveront leur véritable expansion. Foucault note qu'en « quelques années, c'est tout un réseau qui a été jeté sur l'Europe ». Aux Pays-Bas, en Italie, en Espagne, en Allemagne se créent également des lieux d'internement de même nature.
En France, Louis XIV effectue deux déclarations, le 31 mai 1682 et le 27 août 1701, « portant bannissement des gens sans aveu et vagabonds hors de Paris ». Enfin, alors que les Tsiganes, dont les premiers représentants arrivent en France au début du XVe siècle, étaient bien accueillis au XVIe siècle, leur situation se dégrade lors du XVIIe siècle, étant alors assimilés à des vagabonds.
Sous la Régence, la déportation est envisagée comme peine alternative, notamment aux galères, pour les « gens sans aveu et vagabonds », avec l'objectif explicite d'exploiter les colonies. Une déclaration royale du 12 mars 1719 dispose ainsi :

« Mais le besoin que nous avons de faire passer les habitants dans nos colonies nous a fait regarder comme un grand bien pour notre état de permettre à nos juges au lieu de condamner les dits vagabonds aux galères, d'ordonner qu'ils seraient transportés dans nos colonies comme engagés pour y travailler aux ouvrages auxquels ils seraient destinés ainsi qu'il est porté par notre déclaration du 8 janvier dernier… »

En janvier-mai 1750, des émeutes accueillent à Paris la volonté du comte d'Argenson de « moraliser » la ville en expulsant vers la Louisiane les « filles de mauvaise vie » et les vagabonds. Les maçons de la Creuse, voyageant sans certificat de bonnes mœurs ou sans livret ouvrier, ont souvent été réputés vagabonds et traités comme tels par la police. En 1787, sous le règne de Louis XVI, les ateliers de charité passent sous la responsabilité des Assemblées provinciales.

### Le vagabondage à l'époque contemporaine

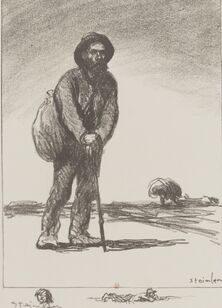
Le chemineau à la besace, estampe de Théophile Alexandre Steinlen (1913), source Gallica.

Au XIXe siècle prédomine l'image du vagabond dangereux, tel Joseph Vacher, le chemineau éventreur de bergers, à la fin du siècle. Bien que bénéficiant de l'assistance sociale d'œuvres caritatives privées, il est soumis à une forte répression, le délit de vagabondage étant apparu dans le Code pénal de 1810. Le tzigane est fiché par le carnet anthropométrique d'identité obligatoire depuis la loi du 16 juillet 1912.
La fin du XIXe siècle voit l'avènement en France d'une nouvelle catégorie de pauvres : les « sans-abri », assistés légitimes qui sont pris en charge dans un dispositif spécifique, celui des asiles de nuit. La révolution industrielle et l'urbanisation massive ont en effet favorisé le chômage et la mendicité. Ces nouveaux vagabonds étaient généralement mis en prison ou dans des dépôts de mendicité mais ces établissements sont désormais perçus comme des lieux de contamination morale, d'où l'instauration d'asiles de nuit dont l'objectif est de rééduquer les vagabonds et les réintégrer dans le monde du travail en les plaçant dans un refuge-ouvroir ou un atelier de profession (analogues des workhouses en Angleterre).
Au milieu du XXe siècle se développe l'image bienveillante du clochard ayant choisi ce type de liberté, tel Jehan Rictus. Image qui se renverse à la fin du XXe siècle avec la multiplication des SDF, des arrêtés anti-mendicité étant pris par différents maires, le premier en 1993 par le maire de Montpellier Georges Frêche.

## Vagabondage selon le droit

### Droit canadien
Le Code criminel canadien n'utilise pas le mot vagabondage. Il existait une infraction sous ce nom à l'ancien article 179 C.cr., mais elle a été abrogée lors de la réforme du Code criminel de 2019. L'infraction a été déclarée inconstitutionnelle par la Cour suprême dans l'arrêt R. c. Heywood de 1994 au motif qu'elle était d'une imprécision inconstitutionnelle.
Toutefois, si un vagabond se met à flâner dans un endroit public et à gêner les personnes qui s'y trouvent, il peut en principe être sanctionné en vertu de l'infraction de troubler la paix à l'article 175 c) C.cr. : 

« 175 (1) Est coupable d'une infraction punissable sur déclaration de culpabilité par procédure sommaire quiconque, selon le cas :
c) flâne dans un endroit public et, de quelque façon, gêne des personnes qui s'y trouvent ; »

### Droit français

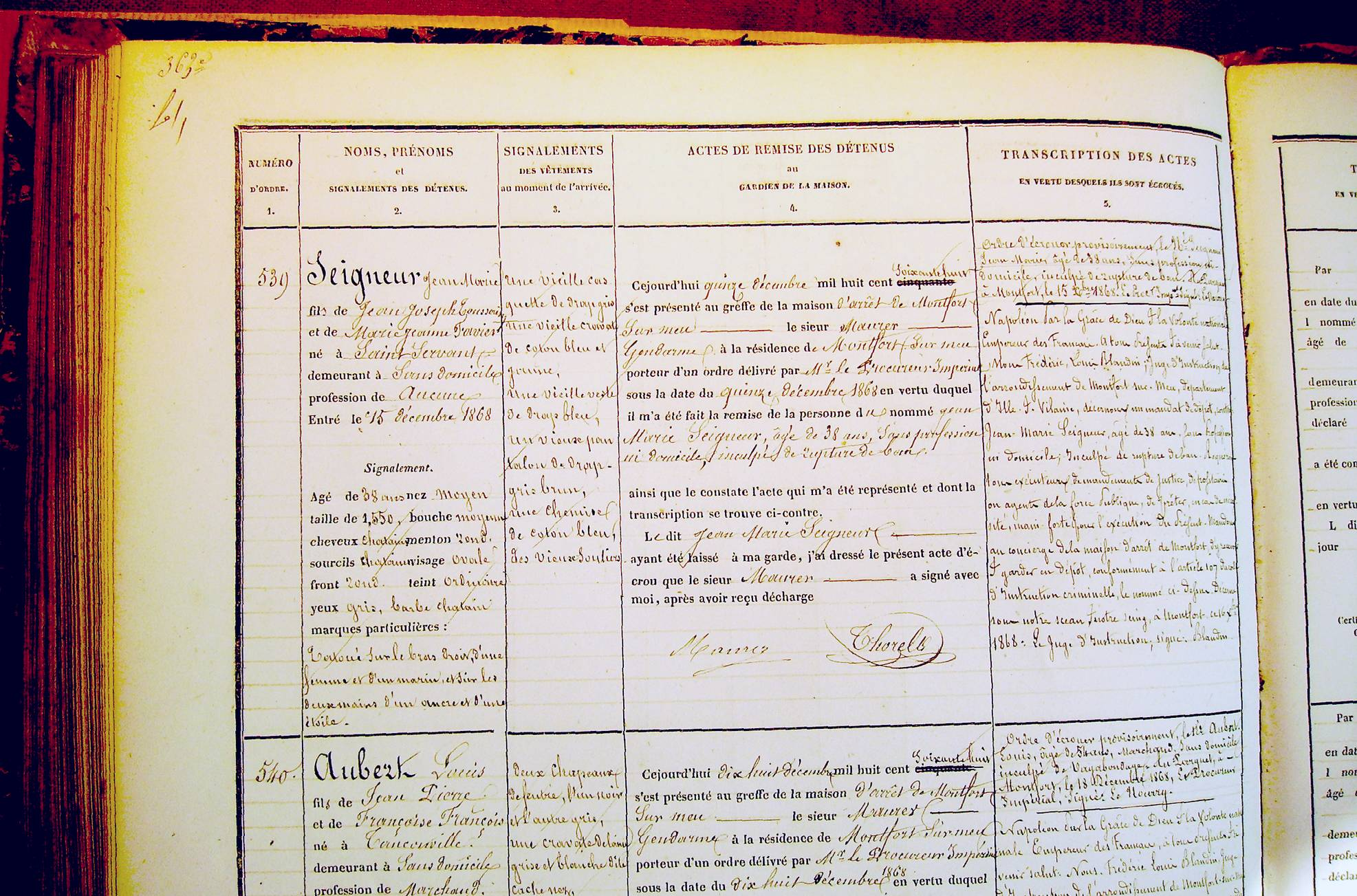
Enregistrement de l'écrou d'un inculpé de rupture de ban probablement condamné pour vagabondage. 1859-1869.

En France, selon le Code pénal de 1810 (art. 269 à 273), le vagabondage était un délit réprimé de trois à six mois d'emprisonnement. L'art. 270 donnait la définition juridique suivante : « Les vagabonds ou gens sans aveu sont ceux qui n'ont ni domicile certain, ni moyens de subsistance, et qui n'exercent habituellement ni métier, ni profession. » Ces trois conditions devaient être réunies pour qualifier le délit de vagabondage, excluant dès lors les nomades, qui ont fait l'objet d'une loi spécifique en 1912 (voir carte d'identité en France). En 1972, des décrets définissent la catégorie juridique des « gens du voyage ».
Ces articles ont été abrogés par une loi de décembre 1992, entrée en vigueur le 1er mars 1994, réformant le Code pénal. À la suite de cette abrogation, de nombreuses municipalités, notamment dans les zones touristiques, ont mis en place des arrêtés anti-mendicité dès l'été 1995.

### Vagabond en Haïti
En Haïti, le mot vagabond — « Vakabon » ou « vagabon » en créole haïtien, et « Vakabbòn » ou « vagabòn » pour une femme, — n'est pas nécessairement utilisé pour décrire un clochard. Le mot est utilisé pour décrire un délinquant, un voyou, un malfaiteur, un hooligan, un gangster, des criminels et toutes les choses de cette nature. Il est utilisé pour décrire toute personne qui participe à une vie qui ne profite pas à la société. Un jeune homme qui ne va pas à l'école et passe son temps à boire de l'alcool serait qualifié de vagabond en Haïti. De même, un voyou ou un kidnappeur serait décrit comme un vagabond. Il pourrait également s'agir d'un politicien connu pour se livrer à des activités non acceptées.
Exemple
Français : Notre voisin d'en face est un grand vagabond, il cherche juste à coucher avec des filles.
kréyol : " Vwazen en fas la son gwo Vakabon, se selman jèn fanm l'ap chache poul kouche"
La musique du groupe haïtien "Kreyol la" qui a utilisé le mot pour décrire son style de vie de coureur de jupon lorsque sa copine l'a interrogé sur sa vision de leur avenir.

## Sans-domicile fixe
On emploie en France, de manière usuelle, le sigle SDF (Sans domicile fixe) pour désigner les personnes ne possédant pas de domicile et qui sont obligées de dormir dans la rue. Cependant, un « sans abri » n'a pas forcément la mobilité d'un vagabond.
Bien que toute personne ne possédant pas de domicile personnel et se faisant héberger (de connaissance en connaissance par exemple) de manière ponctuelle soit littéralement SDF, ce terme est principalement utilisé pour définir les personnes dormant dans la rue[réf. nécessaire]. Les SDF nécessitent souvent d'être assistés, secourus, aidés et soignés. Ils le sont le plus souvent par des organismes caritatifs privés, fonctionnant sur le principe du bénévolat social, surtout pendant les périodes hivernales.

### Vagabonds célèbres
- Apollonios de Tyane ;

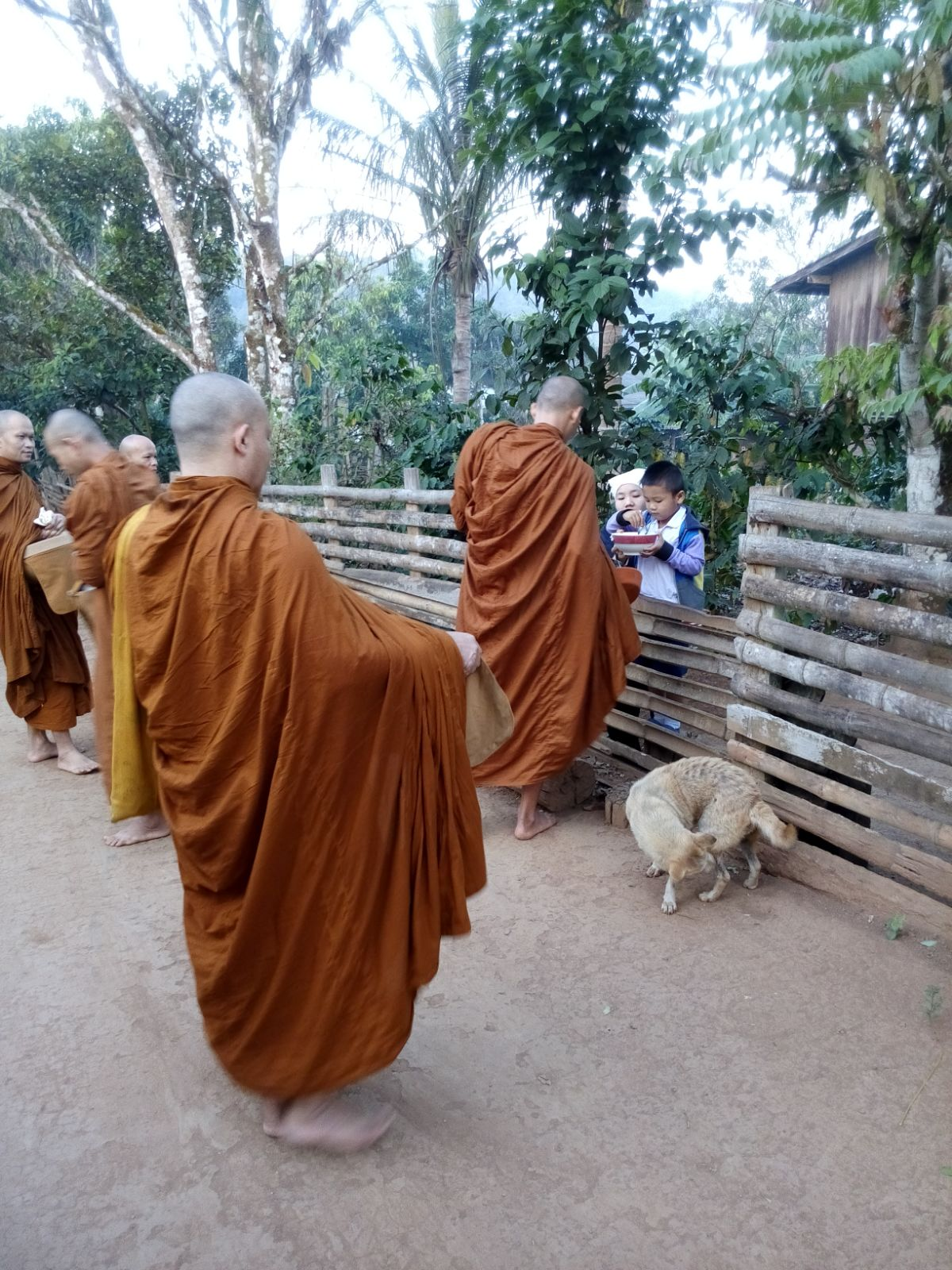
Moines thaïlandais mendiant de la nourriture.

- Benoît-Joseph Labre, saint catholique, surnommé le « vagabond de Dieu » ;
- William S. Burroughs (1914-1997), écrivain de la Beat Generation ;
- Diogène de Sinope, vagabond philosophe ;
- Paul Erdös, mathématicien itinérant ;
- Jean Genet ;
- Gandhi ;
- Francis Heaulme, dit le « routard du crime » ;
- Jack Kerouac (1922-1969), écrivain de la Beat Generation, auteur, notamment, de Sur la route ;
- Lanza del Vasto ;
- le Leatherman, vagabond de la Nouvelle-Angleterre aux États-Unis ;
- Jack London ;
- Christopher McCandless ;
- Bernard Moitessier, navigateur vagabond[26] ;
- George Orwell, écrivain, essayiste et journaliste ;
- Bernard Pouchèle, écrivain. Auteur notamment de L'Étoile et le Vagabond ;
- Raspoutine ;
- Mark Twain, auteur du livre Un vagabond à l'étranger (en) ;
- Joseph Vacher, le vagabond « tueur de bergers » ;
- François Villon, poète vagabond.

### Vagabonds de fiction
- Charlot, personnage de vagabond créé par Charles Chaplin, icône du cinéma muet ;
- le Juif errant, immortel et condamné, de ce fait, à un éternel vagabondage ;
- Mona, alias Simone Bergeron, du film Sans toit ni loi, d'Agnès Varda ;
- Don Quichotte, le Chevalier errant ;
- Zampano, du film La strada (La route) de Frederico Fellini ;
- Thelma et Louise, du film Thelma et Louise de Ridley Scott ;
- Boudu, du film Boudu sauvé des eaux de Jean Renoir ;
- Le Métèque, chanté par Georges Moustaki ;
- Rémi, héros du roman Sans famille d'Hector Malot ;
- Le Hollandais volant, errant sans fin sur la mer ;
- Le Chevalier au cygne, légende d'un chevalier qui ne s'arrête en des lieux que pour repartir ;
- John Rambo, vétéran de la Guerre du Vietnam dans le roman Rambo de David Morrell et le film du même nom de Ted Kotcheff tiré de celui-ci.